# Andropogon incurvatus
Andropogon incurvatus är en gräsart som beskrevs av Anders Jahan Retzius. Andropogon incurvatus ingår i släktet Andropogon och familjen gräs. Inga underarter finns listade i Catalogue of Life.